# WTA Hiroshima
Das WTA Hiroshima (offiziell: Hana-cupid Japan Women’s Open) ist ein Damen-Tennisturnier der WTA Tour, das in der Stadt Hiroshima, Japan, ausgetragen wird. Es ersetzt das Turnier von Tokio. Spielort ist die Tennisanlage des Regionalparks Hiroshima. Das Turnier ist nach dem Hauptsponsor dem Blumenversandhändler Hana-cupid benannt.

## Siegerliste

### Einzel
| Jahr | Siegerin     | Finalgegnerin    | Ergebnis |
| ---- | ------------ | ---------------- | -------- |
| 2018 | Hsieh Su-wei | Amanda Anisimova | 6:2, 6:2 |
| 2019 | Nao Hibino   | Misaki Doi       | 6:3, 6:2 |

### Doppel
| Jahr | Siegerinnen            | Finalgegnerinnen                   | Ergebnis         |
| ---- | ---------------------- | ---------------------------------- | ---------------- |
| 2018 | Eri Hozumi Zhang Shuai | Miyu Katō Makoto Ninomiya          | 6:2, 6:4         |
| 2019 | Misaki Doi Nao Hibino  | Christina McHale Walerija Sawinych | 3:6, 6:4, [10:4] |